# ルドルフ・シュンドラー
ルドルフ・シュンドラー（Rudolf Schündler、1906年4月17日 - 1988年12月12日）はドイツの俳優。

## 出演作品
- 怪人マブゼ博士 (1933)
- エクソシスト (1973) - カール
- ヘルスネーク (1974) - コンラッド神父
- 雪に咲いたバラ (1976) - オットー
- さすらい (1976)
- サスペリア (1977) - ミリウス教授
- ジャスト・ア・ジゴロ (1978) - グスタフ・フォン・プルジゴドスキ大佐
- エクソシスト/ディレクターズ・カット版 (2000)